# Groveia unicornis
Groveia unicornis är en plattmaskart som beskrevs av Tor Karling 1980. Groveia unicornis ingår i släktet Groveia och familjen Koinocystididae. Inga underarter finns listade i Catalogue of Life.